# Themistoclesia compacta
Themistoclesia compacta är en ljungväxtart som beskrevs av A. C. Smith. Themistoclesia compacta ingår i släktet Themistoclesia och familjen ljungväxter. Inga underarter finns listade i Catalogue of Life.